# Acanthophis pyrrhus
Acanthophis pyrrhus là một loài rắn trong họ Rắn hổ. Loài này được Boulenger mô tả khoa học đầu tiên năm 1898.

## Hình ảnh

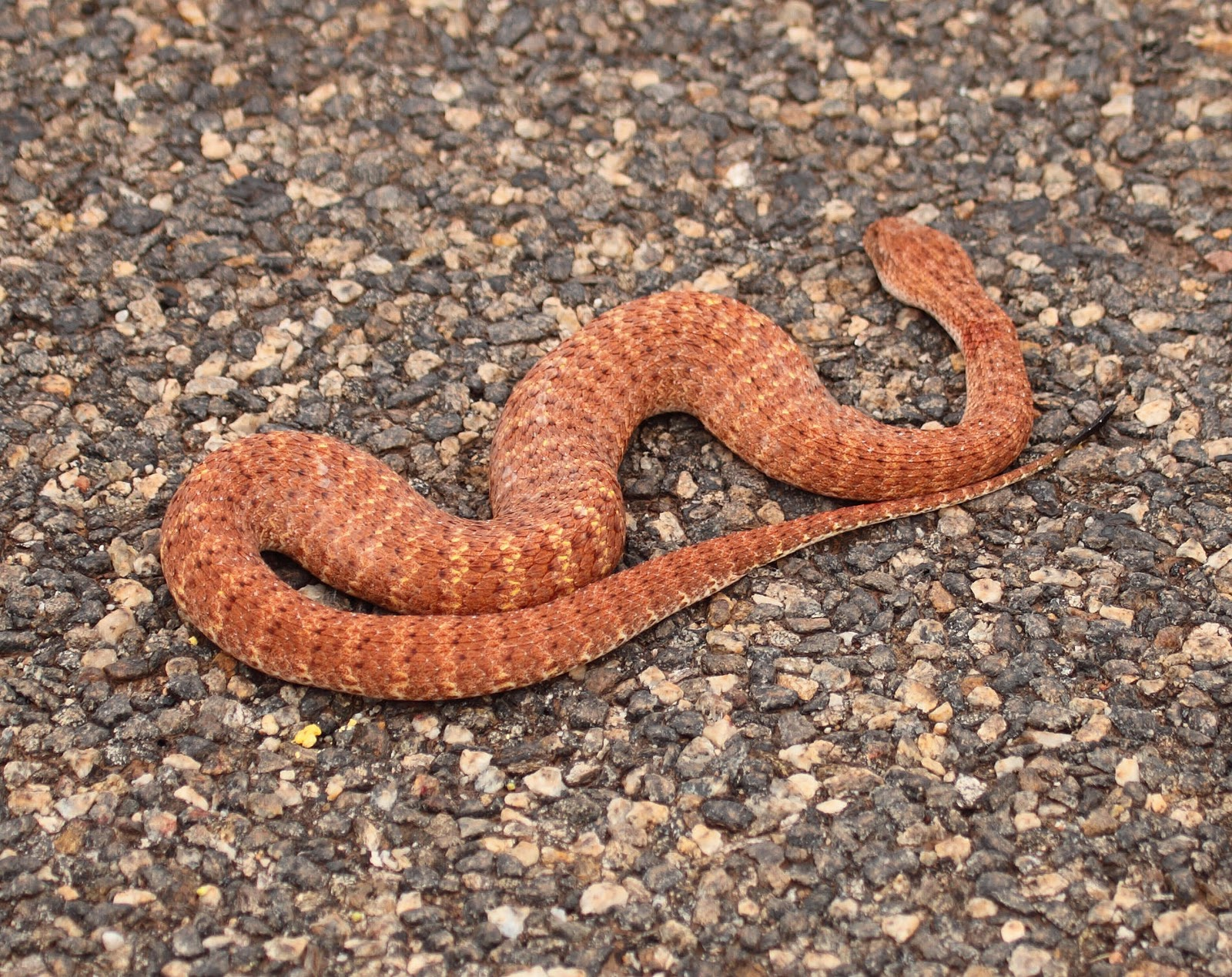